# Александр (фільм)
«Александр» (англ. Alexander) — історичний фільм 2004 року американського режисера Олівера Стоуна про життя і смерть полководця Александра Македонського. Картина, знята за рекордний для Стоуна бюджет (150 млн доларів), провалилася в американському прокаті, отримавши негативні відгуки як критиків, так і глядачів. Збори «Александра» в США склали 34 млн доларів. Попри це, в решті країн фільм пройшов з відносним успіхом і заробив понад 130 млн доларів.
Слоган — «Доля благоволить хоробрим»

## Сюжет
Історія Олександра розповідається старезним Птолемеєм, який колись був його соратником і став царем Єгипту, і концентрується перш за все на завоюванні Олександром Персії та Індії.
Події відбуваються на тлі особистого життя великого полководця. Ставши у 20 років царем Македонії, Олександр за 13 років царювання завоював велику частину відомого на той час цивілізованого світу. Режисер намагається осмислити успіх і долю Олександра, яким захоплювалися, як богом. У фільмі досить детально, хоча не з історичною точністю, показані дві битви: битва при Гавгамелах з перським царем Дарієм і на річці Гідасп з індійським царем Пором.

## У Ролях
- Колін Фаррелл — Александр Македонський
  - Коннор Паоло — молодий Александр
- Анджеліна Джолі — Олімпіада Епірська
- Вел Кілмер — Філіпп II Македонський
- Ентоні Гопкінс — Птолемей I Сотер
- Джаред Лето — Гефестіон
- Крістофер Пламмер — Аристотель
- Джонатан Ріс-Маєрс — Кассандр Македонський
- Розаріо Доусон — Роксана
- Гері Стретч — Кліт Чорний
- Тобі Кеббелл — Павсаній
- Раз Деган — Дарій III
- Аннеліз Хесме — Статіра
- Ієн Бітті — Антигон I Одноокий
- Рорі Макканн — Кратер
- Ніл Джексон — Пердікка
- Джон Кевена — Парменіон

## Цікавинки
- За мотивами фільму українською компанією GSC Game World була створена комп'ютерна гра Alexander.
- У грандіозній невдачі фільму в Америці прийнято звинувачувати, за словами самого режисера Олівера Стоуна, агресивний фундаменталізм американців у питаннях моралі[1] , які через це не змогли адекватно сприйняти досить відверто показану бісексуальність Олександра (з більшою увагою до чоловіків). Бісексуальність Олександра підтверджується багатьма античними та сучасними авторами (Птолемей, псевдо-Діоген, Мері Рено та ін.) . Так чи інакше, фільм у значній мірі концентрується на відносинах царя з його другом, хоч би які вони були насправді.
- Вел Кілмер набрав для ролі батька Олександра, царя Філіпа II, більше 20 кілограмів ваги, а крім того, щодня цілу годину проводив у руках гримерів, які «старили» його і накладали шрам на обличчя. Гримери намагалися зробити обличчя Кілмера схожим на історичний вигляд Філіпа, відомий з його зображень і реконструкції черепа з так званого «склепу Філіпа».
- Анджеліна Джолі грала Олімпіаду, ексцентричну матір Олександра, притому що актриса всього на рік старше Коліна Фаррелла.
- Македонську фалангу грали солдати марокканської армії.
- Перед виходом картини в Греції розгорівся скандал за участі грецької громадськості, яка закликала бойкотувати фільм через те, що він принижує образ Олександра, показуючи його бісексуальність.
- Фільм номінувався у 2005 році на 5 премій «Золота малина», але не «виграв» жодної.
- Олівер Стоун не заспокоївся на екранній версії і випустив ще дві: Alexander — Director's Cut (2004) і Alexander Revisited — The Final Cut (2007). У Alexander Revisited сцени розташовані в іншому порядку і доповнені раніше вирізаними.